# Detroitblues
Detroitblues is een bluesstijl ontstaan toen de deltabluesartiesten naar het noorden van de Mississippi Delta en naar Memphis migreerden om in de fabrieken van Detroit te gaan werken. Dit vond plaats in de jaren twintig en dertig.
De typische detroitblues lijkt veel op de chicagoblues. Het geluid verschilt van de deltablues door het gebruik van elektronisch versterkte instrumenten en het meer gebruikmaken van andere elektrische instrumenten. De detroitblues werd vooral ontwikkeld in Black Bottom, een Detroitse wijk.
In 1948 overdonderde John Lee Hooker de r&b-wereld door het nummer Boogie Chillen op de markt te brengen. De ruigheid en de poëtische en hypnotische kracht van het nummer bracht hem aan de top van de hitlijsten. Door Hookers voorbeeld kreeg een hele generatie jongeren en arme Detroiters hoop door de muziek.

## Artiesten
Uitspringers van de detroitblues:
- Andre Williams
- Big Maceo Merriweather
- Johnnie Bassett
- Eddie Burns
- Alberta Adams
- Thornetta Davis